# Valencia letourneuxi
Espèce
Synonymes
- Fundulus letourneuxi Sauvage, 1880[1]

Statut de conservation UICN

 CR A3ce; B2ab(i,ii,iii,iv,v) : 
En danger critique
Valencia letourneuxi est une espèce de poissons osseux du genre Valencia de la famille des Valenciidae. Menacée d'extinction par la disparition de son habitat, elle fait partie de la liste des 100 espèces les plus menacées au monde établie par l'UICN en 2012.

## Systématique
L'espèce Valencia letourneuxi a été initialement décrite en 1880 par le paléontologue, herpétologiste et ichtyologiste français Henri Émile Sauvage (1842-1917) sous le protonyme de Fundulus letourneuxi, et ce sur la base de spécimens collectés dans les environs de Lefkímmi sur l'île de Corfou (Grèce).

## Répartition et habitat
Valencia letourneuxi se rencontre depuis le lac de Butrint (d) en Albanie jusqu'au bassin de l’Alphée en Grèce. Ce poisson a désormais disparu des îles de Corfou et de Leucade. Il vit proche des sources de rivières, dans les marais, et les lagons côtiers d'eau saumâtre.

## Description
Valencia letourneuxi mesure au maximum 8 cm.

## Étymologie
Son épithète spécifique, letourneuxi, lui a été donnée en l'honneur du botaniste français Aristide Letourneux (1820-1890), collecteur des spécimens étudiés,. 

## Publication originale
- H. E. Sauvage, « Note sur quelques poissons recueillis par M. Letourneux, en Épire, à Corfou et dans le lac Maréotis », Bulletin de la Société Philomatique de Paris, Paris, Inconnu, vol. 4,‎ 1880, p. 211-215 (ISSN 0366-3515 et 3039-6840, lire en ligne).